# Bambako
Bambako är en ort i Gambia. Den ligger i regionen Lower River, i den centrala delen av landet, 90 km öster om huvudstaden Banjul. Antalet invånare var 253 vid folkräkningen 2013.